# Тарнов, Фриц
Фриц Тарнов (нем. Fritz Tarnow; 13 апреля 1880, Бад-Эйнхаузен, провинция Вестфалия, Пруссия — 23 октября 1951, Бад-Орб, Гессен, ФРГ) — немецкий социал-демократический профсоюзный и общественный деятель, автор теории «экономической демократии».

## Биография
Родился в семье плотника. До 1906 года работал также плотником, в 1901—1906 гг. — член совета директоров профсоюза работников лесной и деревообрабатывающей промышленности. В 1909 году он окончил Центральную партшколу при Социал-демократической партии (СДПГ) в Берлине. С 1909 по 1919 гг. Ф. Тарнов — руководитель пресс-службы управления профсоюза работников лесной и деревообрабатывающей промышленности в Берлине. С 1909 по 1915 — член районного правления СДПГ в Берлине-Фридрихсхагене.
Участник Первой мировой войны. Был тяжело ранен, длительное время находился на излечении. Во время Ноябрьской революции 1918—1919 гг. Тарнов был членом Совета рабочих и солдат в городе Бранденбург-на-Хафеле.
Позже стал руководителем профсоюза деревообрабатывающей промышленности и членом Исполнительного совета Объединенной немецкой Федерации профсоюзов. Тарнов считался талантливым специалистом экономической политики и в 1928 году в качестве кандидата от социал-демократов был избран в рейхстаг Германии. В 1931 году вместе с Войтинским и Бааде разработал получивший название по начальным буквам фамилий авторов «WTB-план» борьбы с кризисом путём активного вмешательства государства, что не было осуществлено из-за негативной позиции руководства СДПГ.
После разгона национал-социалистами профсоюзов 2 мая 1933 года Тарнов был арестован, но после вмешательства Вильгельма Лёйшнера был освобождён.
После этого Ф. Тарнову удалось бежать из страны. В эмиграции занимался созданием руководящих органов разгромленных профсоюзных организаций, первоначально в Копенгагене, а затем — в Швеции. Через своего сына Рейнгольда Ф. Тарнов поддерживал контакты со своими бывшими политическими товарищами в Германии, которые во время Второй мировой войны планировали создание единого унифицированного профсоюза Германии, установил контакты с военной оппозицией. Заговорщики рекомендовали Ф. Тарнова на пост министра экономики Рейха. Был председателем дипломатической миссии немецких профсоюзов, с 1943 года — член Национальной группы немецких профсоюзов в Швеции.
После окончания войны в 1946 году вернулся в Германию и работал по восстановлению профессиональных союзов. Секретарь Секретариата профсоюзов в американской зоне в Штутгарте, в 1947 — Генеральный секретарь Совета профсоюзов торговли Объединенных зон во Франкфурте.